# Francis Hugh Adam Marshall
Pour les articles homonymes, voir Francis Marshall.
Francis Hugh Adam Marshall est un biologiste britannique, né le 11 juillet 1878 à High Wycombe et mort le 5 février 1949 à Cambridge des suites d’une appendicite.

## Biographie
Son père est un collectionneur d’oiseaux naturalisés. Il fait ses études à l’université de Londres en 1895, puis l’année suivante entre à Cambridge. Il suit notamment les cours de Sir Arthur Everett Shipley (1861-1927) et de Adam Sedgwick (1785-1873). Il part, grâce à Arthur Thomas Masterman (1869-1941), poursuivre ses études à Édimbourg en 1900. Il y exerce les fonctions de professeur assistant (1903-1904), boursier Carnegie (1904-1907), maître assistant de la physiologie de la reproduction (1905-1908) et assistant du professeur de physiologie (1906-1908).
En 1908, Marshall retourne à Cambridge où il maître assistant de physiologie agricole. Avec Sir Rowland Henry Biffen (1874-1949) et Thomas Barlowe Wood (1869-1929), il contribue à faire de l’école d’agriculture de Cambridge l’une des plus importantes au monde. Il devient membre du Christ's College (Cambridge) en 1909, où il exerce diverses fonctions.
Il devient membre de la Royal Society. Marshall reçoit la Médaille royale et plusieurs titres de docteur honoris causa.
Marshall commence à travailler à Édimbourg sur la physiologie de la reproduction, spécialement la télégonie. À son retour à Cambridge, il travaille sur l’ovulation des mammifères. Durant la Première Guerre mondiale, il étudie le cycle reproducteur du hérisson. Il se consacre dès lors à l’étude des facteurs déclenchant le mécanisme de la reproduction.

## Liste partielle des publications
- 1910 : The physiology of reproduction[1] (Longmans Green & Co., Londres).
- 1925 : An Introduction to sexual physiology (Longmans Green & Co., Londres).

## Note
1. ↑  Version numérique sur Internet Archive.

## Source
- Alan Sterling Parkes (1950). Francis Hugh Adam Marshall. 1878-1949, Obituary Notices of Fellows of the Royal Society, 7 (19) : 238-251 – L’article donne une bibliographie complète.